# ثورة كارسيس
تُعد ثورة كارسيس (286-296 بعد الميلاد) بمثابة حادثة هامة من تاريخ الإمبراطورية الرومانية، وذلك بدءًا بإعلان القائد البحري الروماني، كارسيس، نفسه إمبراطورًا على بريطانيا الرومانية وشمال بلاد الغال. استُعيدت أقاليمه في بلاد الغال على يد القيصر الغربي قسطنطيوس كلوروس عام 293، وبعد ذلك اغتيل كارسيس على يد أليكتوس، أحد أتباعه. تمت استعادة بريطانيا الرومانية على يد قسطنطيوس وتابعه يوليوس أسكليبودوتوس عام 296.

## الثورة
حصل كارسيس، وهو من قبيلة مينابي من أسرة متواضعة، على مكانته بحسب صفوف الجيش الروماني، ومن ثم عُيّن لقيادة البحرية في بونونيا (بولوني سور مير)، وكُلّف بتطهير بحر المانش من الفرنجة والمعتدين الساكسون. غير أنه اتهم بالتعاون مع القراصنة بهدف الحصول على ثروات لنفسه، وأمر الأغسطس الغربي مكسيميانوس بإعدامه. استجاب كارسيس بإعلان نفسه إمبراطورًا على بريطانيا الرومانية. فلم تكن قواته تتألف من الأسطول، الذي عززته السفن الجديدة التي أمر ببنائها، والفيالق الثلاثة المتمركزة في بريطانيا فحسب، بل كانت تضم فيالقًا أخرى كان قد استولى عليها من بلاد الغال وعدد من القوات الاحتياطية العسكرية وقوة عسكرية مؤلفة من عدة سفن تجارية تابعة لبلاد الغال إلى جانب بعض من المرتزقة البربريين الذين تم أسرهم مع غنائم الحرب.
استلم ماكسيميانوس في 288 أو 289 خطابًا يُشير إلى استعداد الإمبراطور لغزو كارسيس. وخطابًا آخر سُلّم لقسطنطيوس كلوروس يُشير إلى أن الغزو قد فشل بسبب سوء الأحوال الجوية، على الرغم من أن كارسيس ادَّعى أنه كان انتصارًا عسكريًا له، ويقول المؤرخ أوتروبيوس أن القتال كان عقيمًا بفضل المهارة العسكرية لكارسيس، ليتم الاتفاق على السلام في نهاية الأمر.
بدأ كارسيس بالتعبير عن شرعيته والاعتراف الرسمي بنفسه كإمبراطور إذ قام بصك عملاته المعدنية الخاصة وجعل قيمتها تتماشى مع العملات الرومانية بالإضافة إلى الاعتراف بماكسيميانوس وترقيته ومن بعده ديوكلتيانوس. وهذا يشير إلى أنه كان على استعداد كبير لبدء المصالحة والهدنة، في حال وافق الجميع على ذلك. يبدو أنه ناشد الاستياء البريطاني للسكان الأصليين من الحكم الروماني: فقد أصدر عملات معدنية ذات رموز دلالية مثل ريستيتور بريتاني (مصلح بريطانيا) و جينيوس بريتاني (روح بريطانيا). كانت بريطانيا في السابق جزءًا من إمبراطورية الغال التي أقامها بوستوموس عام 260، والتي شملت أيضًا بلاد الغال وهسبانيا والتي لم يتم استعادتها إلا على يد أوريليان عام 274. ثمة معلم هام باسمه موجود في مدينة كارلايل (كمبريا) يُشير إلى أن بريطانيا الرومانية بالكامل كانت في قبضة كارسيس.

## نشوء الإمبراطورية البريطانية

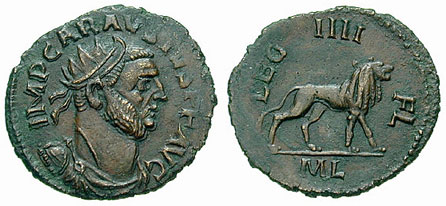
كارسيس 286-293 م

أدَّت ثورة كارسيس إلى نشوء الإمبراطورية البريطانية لفترة قصيرة استمرت من عام 286 حتى عام 296. كان كارسيس قائدًا بحريًا للأسطول البريطاني؛ وشنَّ ثورته عندما علم بعقوبة الإعدام التي أمر بها الإمبراطور مكسيميانوس بتهمة تحريض الفرنجة والقراصنة الساكسونيين إلى جانب اختلاس الكنز المُستعاد. وحَّد سيطرته على جميع مقاطعات بريطانيا الرومانية إلى جانب أجزاء من شمال بلاد الغال بينما كان مكسيميانوس يتعامل مع ثورات أخرى. فشل غزو عام 288 في القضاء عليه، وتبع ذلك اتفاقية سلام غير مستقرة، إذ أصدر كارسيس العملات المعدنية الخاصة به ودعا إلى الاعتراف الرسمي به كإمبراطور. في عام 293، شن الإمبراطور الجديد قسطنطيوس كلوروس هجومًا ثانيًا، وحاصر ميناء جيسورياكوم (بولوني سور مير) برًا وبحرًا. بعد سقوط الميناء، هاجم قسطنطيوس قوات الغال والفرنجة وسُلب كارسيس عرشه على يد أمين خزانته، أليكتوس. هبط أسطول يوليوس أسكليبودوتوس معلنًا الغزو بالقرب من ميناء ساوثهامبتون وهزم أليكتوس في معركة برية.